# Jean-Éric Perrin
 (octobre 2022).
Il peut être nécessaire de l'améliorer pour respecter le principe de neutralité de point de vue. 

 (février 2024).
Si vous disposez d'ouvrages ou d'articles de référence ou si vous connaissez des sites web de qualité traitant du thème abordé ici, merci de compléter l'article en donnant les références utiles à sa vérifiabilité et en les liant à la section « Notes et références ».
 (février 2024).
La mise en forme du texte ne suit pas les recommandations de Wikipédia : il faut le « wikifier ».
Les points d'amélioration suivants sont les cas les plus fréquents :
- Les titres sont pré-formatés par le logiciel. Ils ne sont ni en capitales, ni en gras.
- Le texte ne doit pas être écrit en capitales (les noms de famille non plus), ni en gras, ni en italique, ni en « petit »…
- Le gras n'est utilisé que pour surligner le titre de l'article dans l'introduction, une seule fois.
- L'italique est rarement utilisé : mots en langue étrangère, titres d'œuvres, noms de bateaux, etc.
- Les citations ne sont pas en italique mais en corps de texte normal. Elles sont entourées par des guillemets français : « et ».
- Les listes à puces sont à éviter, des paragraphes rédigés étant largement préférés. Les tableaux sont à réserver à la présentation de données structurées (résultats, etc.).
- Les appels de note de bas de page (petits chiffres en exposant, introduits par l'outil «  Source ») sont à placer entre la fin de phrase et le point final[comme ça].
- Les liens internes (vers d'autres articles de Wikipédia) sont à choisir avec parcimonie. Créez des liens vers des articles approfondissant le sujet. Les termes génériques sans rapport avec le sujet sont à éviter, ainsi que les répétitions de liens vers un même terme.
- Les liens externes sont à placer uniquement dans une section « Liens externes », à la fin de l'article. Ces liens sont à choisir avec parcimonie suivant les règles définies. Si un lien sert de source à l'article, son insertion dans le texte est à faire par les notes de bas de page.
- La présentation des références doit suivre les conventions bibliographiques. Il est recommandé d'utiliser les modèles {{Ouvrage}}, {{Chapitre}}, {{Article}}, {{Lien web}} et/ou {{Bibliographie}}. Le mode d'édition visuel peut mettre en forme automatiquement les références.
- Insérer une infobox (cadre d'informations à droite) n'est pas obligatoire pour parachever la mise en page.

Pour une aide détaillée, merci de consulter Aide:Wikification.
Si vous pensez que ces points ont été résolus, vous pouvez retirer ce bandeau et améliorer la mise en forme d'un autre article.
Pour les articles homonymes, voir Perrin.
Jean-Éric Perrin est un écrivain, journaliste et rédacteur en chef français.

## Biographie
Né à Sens (Yonne) le 29 juin 1956, il entreprend des études d'histoire et d'ethnologie à l'université Paris 7 puis entre en journalisme en 1978 au magazine Rock&Folk. Il y crée la rubrique Frenchy But Chic qui révèle des artistes comme Etienne Daho, les Rita Mitsouko, Indochine, Taxi Girl etc. Entré en 1982 au magazine Best, il en devient le rédacteur en chef adjoint jusqu'en 1994. Il a ensuite créé et dirigé les magazines RER entre 1997 et 2002, et R&B Magazine (2001). Il a été rédacteur en chef du magazine Rolling Stone (2004-2005) et directeur adjoint de la rédaction du pôle musique de l'éditeur Cyberpress (Trax, Groove, Rap US, Hard & Heavy...).
Il a publié également dans Libération, Schnock, Melody Maker, Playboy, Rage, L'Affiche, New Musical Express, Citizen K, Café Racer, L'Événement du jeudi, Max, Femme, Robin, Téléshowbiz, Upstreet, Musiq, La Revue des Deux Mondes. 
Il est l'auteur de plusieurs biographies d'artistes de la musique française et internationale, de romans (Sexe, drogue et Rock & Roll et Les meutes blanches), de nouvelles, d'essais sur la musique, l'histoire, la politique.
Il est auteur de plusieurs documentaires pour France 5 (La Fête de la musique) et France 3 (Quand la musique est rock, 50 ans de rock français), et d'une quarantaine de portraits d'artistes dans la série de flux Nous nous sommes tant aimés… sur France 3 (dont Yves St Laurent, Coco Chanel ou Trenet).
Il est par ailleurs le directeur artistique du festival culturel Frenchy But Chic.

## Œuvres
(février 2024).
Romans
- Sexe, drogues et Rock ‘n’ Roll, Éditions Romart, Monaco 2014
- Les Meutes Blanches, Éditions Serious Publishing, Paris 2019[3]

Biographies
- Indochine, Éditions Calmann-Lévy, Paris, 1985
- Madonna, Éditions Albin Michel, Paris, 1989
- Mémoire d’un temps où l’on s’aimait (Avec Valérie Lagrange),  Éditions Le Pré Au Clerc, Paris 2005, Le Mot et le Reste, 2017
- Un Homme nature, (Avec Doc Gynéco et Gilles Verlant), Éditions du Rocher, Paris, 2006
- Leo Ferré Poète et rebelle, Éditions Alphée, Monaco, 2008
- Indochine, Éditions du Chêne / Hachette, Paris, 2010
- En passant, (Avec Murray Head), Éditions Fetjaine / La Martinière, Paris, 2011
- Jacno (Avec Pierre Mikailoff et Stéphane Loisy), Éditions Carpentier, Paris, 2011
- Tout près de Michael, (Avec Joanna Thomae), Éditions du Moment, Paris, 2015
- France Gall, de Baby Pop à Résiste, Éditions GM, Paris 2018
- Angèle Pop Féminisme, Éditions L’Archipel, Paris 2021
- L’Intégrale Indochine, Éditions E/P/A, Paris 2021

Essais
- Le Rap français, Éditions Hors Collection, Paris, 1997
- Les 50 Superstars du rap, Éditions Fizzi, Paris, 2006
- R&Babes, les 50 superstars sexy du R&B, Éditions Fizzi, Paris, 2007
- Les 100 plus grands tubes disco à télécharger, Éditions Fetjaine / La Martinière, Paris, 2008
- Les 100 plus grands tubes pop sixties à télécharger, Éditions Fetjaine / La Martinière, Paris 2008
- (Avec Gilles Verlant et Jerôme Rey) Les Miscellanées du Rock, Éditions Fetjaine / La Martinière, Paris, 2009, Collection Points, 2010
- J’ai encore esquinté mon vernis en jouant un ré sur ma Gibson, portraits de filles électriques, Éditions de Tournon, Paris, 2009
- Les Miscellanées des Beatles, Éditions Fetjaine / La Martinière, Paris, 2010
- Les Histoires du 11 Septembre, Éditions Fetjaine / La Martinière, Paris, 2011
- (Avec Christian Malard), Dans le secret des Maîtres du Monde, Éditions La Martinière, Paris, 2012
- (Avec Gilles Verlant), La Scandaleuse Histoire du Rock, First / Gründ éditions, Paris, 2012
- (Avec Pierre Mikailoff et Gilles Verlant), Les Beatles pour les Nuls, First éditions, Paris, 2013
- Frenchy But Chic, chroniques 1978-1982, Éditions Camion Blanc, Nancy, 2013
- Indofans, Editions Paper, Paris, 2015
- Qui veut la peau de la chanson française ? Éditions du Moment, Paris 2016[4]
- Rockers & Bonneville, Éditions GM, Paris 2019
- Producteurs de légendes, Éditions GM, Paris 2023
- Fa Fa Fa Fashion, les sous-cultures musicales qui ont redéfini la mode, Editions GM, Paris 2024
- Les producteurs de légende, vol 2, Editions GM, Paris 2024

Traductions
- Rock ‘n’ Roll Mythes, légendes et scandales, Editions La Martinière, Paris 2013
- Dennis La Malice, Éditions La Martinière, Paris 2013

Nouvelles
- 30 nouvelles lysergiques, Editions Camion Blanc, 2011
- Gun Club, 24 histoires pour Jeffrey Lee Pierce, Éditions Camion Blanc, 2015
- Motorhead, 24 histoires pour Lemmy, Éditions Camion Blanc, 2015

Catalogues d’expos et livres de photos
- (Avec Pierre Terrasson), Backstage, Éditions de Tournon, Paris, 2008
- Jeunes Gens Modernes, Novö, Post Punk… Galerie Agnès B / Naïve Éditions, Paris 2008
- (Avec Nathanael Mergui), NTM Live, Éditions Gründ, Paris, 2013
- (Avec Olivier Claisse et Laurent Chalumeau), Week-ends sauvages, Serious Publishing, Paris 2016
- (Avec Olivier N’Guessan), Wu Lab International And Rare Wu Tang Clan Items, Serious Publishing, Paris
- Daho L’Aime Pop, Gallimard/Philharmonie de Paris, Paris 2017

Ouvrages collectifs
- Les Incontournables du rock, Éditions Filipacchi, Paris, 1992
- Le Siècle rebelle, Éditions Larousse, Paris, 1999
- L’Encyclopédie du rock français, Éditions Hors Collection, Paris, 2000
- Le Guide chanson française, la discothèque idéale en 250 CD, Éditions FNAC, Paris, 2005
- ROK, 50 ans de musiques électrifiées en Bretagne, Éditions de Juillet, 2010
- ROK 2, 50 ans de musiques électrifiées en Bretagne, Éditions LADTK, 2013
- Jacques Duvall, le contrebandier de la chanson, Éditions Du Caïd, Bruxelles, 2014
- L’Année du Rock Français, Éditions Iena / Le Mot et le Reste / France Inter, Paris 2014
- La Discothèque Vinyle idéale, Éditions GM, Paris, 2020
- La Discothèque Vinyle idéale Rock & Pop, Éditions GM, Paris, 2021
- La Discothèque Vinyle idéal Black Music, Éditions GM, Paris, 2022
- La culture de la pochette, Éditions GM, 2023
- Cinéma 70 ans de la Fnac, Editions GM, Paris, 2024
- Musique 70 ans de la Fnac, Editions GM, Paris, 2024

Jeunesse
- L’Art du Rap, Editions Palette, Paris 2019[5]
- (Avec Achmy Halley et Hypathie Aswang) Gandhi, l'avocat des opprimés, Éditions à Dos-d'âne 2019
- (Avec Marianne Stjepanovic et Hypathie Aswang) Joséphine Baker, la danse libérée, Éditions à Dos-d'âne, 2019
- (Avec Jacqueline Aymeries et Stéphane Vailati) Maria Montéssori, changer l'école, Éditions à Dos-d'âne, 2019
- Mes Docs Musique: Le Rap, Éditions Milan, 2024